# Шекинский государственный драматический театр
Шекинский государственный драматический театр имени Сабита Рахмана (азерб. Sabit Rəhman adına Şəki Dövlət Dram Teatrı) — театр, функционирующий в городе Шеки в Азербайджане.

## История

### Зарождение театра в Шеки
В 70-х годах XIX века местная интеллигенция в благотворительных целях готовила спектакли по мотивам произведений Мирзы Фатали Ахундова, Наджаф-бека Везирова, Абдуррагим-бека Ахвердиева, Наримана Нариманова, Рашид-бека Эфендиева, Намик Камаля и др.
После Октябрьской революции в Шеки были созданы театральные кружки. Народные артисты СССР Исмаил Османлы, Исмаил Дагестанлы начинали свою сценическую деятельность в этих кружках.
С 1933 по 1950 год в Шеки с перерывами действовал Государственный драматический театр, носивший имя Мирзы Алекпера Сабира. В связи с финансовыми проблемами и бедностью во время Великой Отечественной войны театр был на некоторое время закрыт. С 1959 по 1975 год в городе функционировал Народный театр.

### История драматического театра

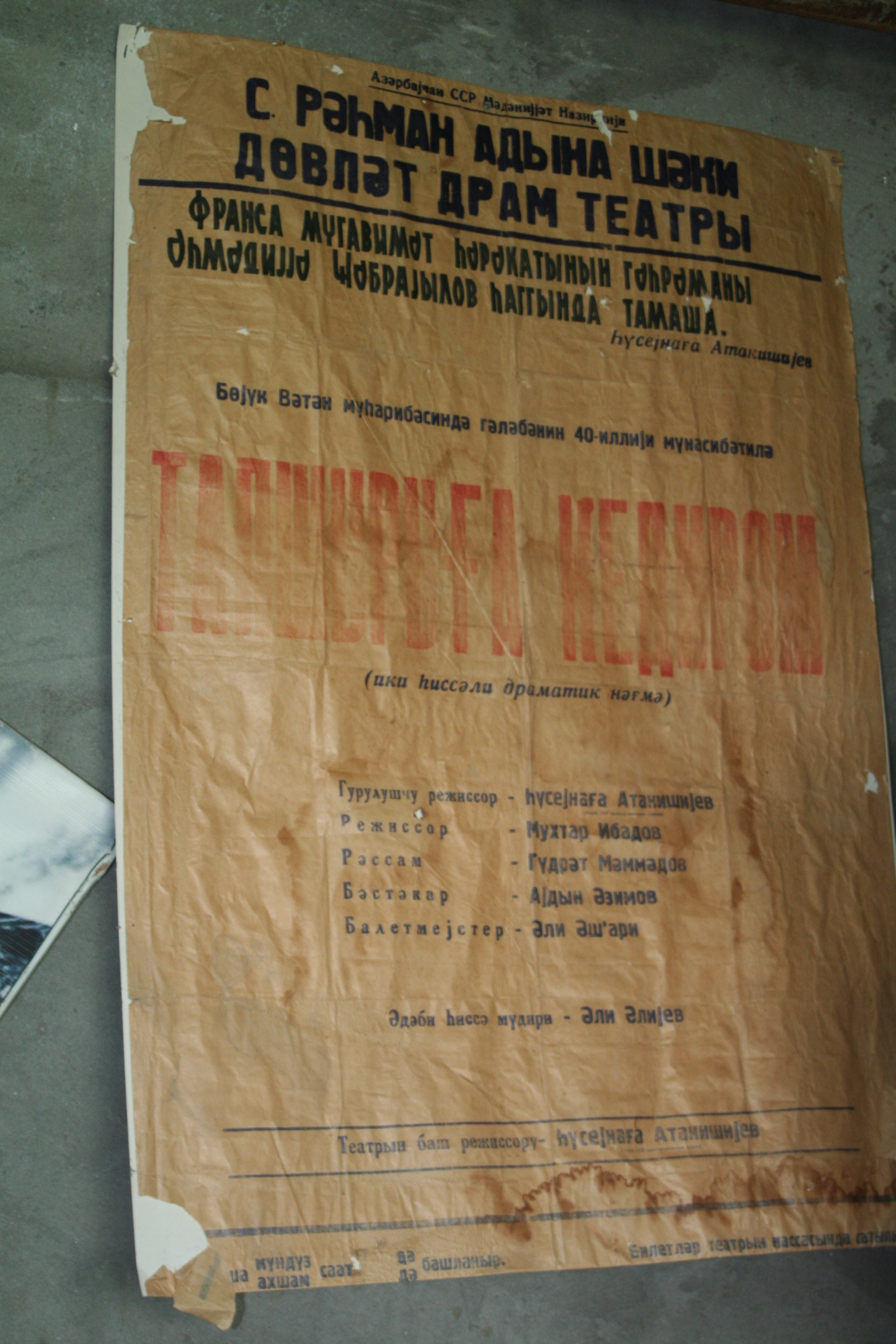
Афиша спектакля «Уходя на задание» Гусейнага Атакишиева, посвящённого участнику французского Сопротивления Ахмедия Джебраилову, в Шекинском государственном драматическом театре. Дом-музей Ахмедия Джебраилова в Шеки (посвящено 40-летию победы в Великой Отечественной войне)

В 1975 году был создан Шекинский драматический театр. В 1976 году постановкой И. Джошкуном «Комсомольской поэмы» Самеда Вургуна состоялось открытие театра.
За свою историю театр ставил такие спектакли как «Айдын» (1977, Джафар Джаббарлы), «Жизнь человека» (1977, Алексей Арбузов), «Человек человека», «Прихожу ради Вас» (1977, 1982, Анар), «В подписях» (1978, Нариман Гасанзаде), «Эзоп» (1979, Гильерме Фигейредо), «Дорогой мальчик» (1979, Сергей Михалков), «Повесть о медведе, победителе разбойников» (1980, Мирза Фатали Ахундов), «У каждого своя звезда» (1981, Али Самедов), «Метеор» (1981, Фридрих Дюрренматт), «Безымянная звезда» (1982, Михаил Себастьян), «Ромео и Джульетта» (1983, Уильям Шекспир) и пр.
За спектакли «Мастера» (1978, С. Стоянов), «Тигр и гиена» (1979, Шандор Петёфи), «Карьера Артура Уини» (1981, Бертольт Брехт) Шекинский драматический театр был удостоен диплома проводившихся в СССР фестивалей драматического искусства Болгарии, Венгрии и ГДР. В 1984 году театр был на гастролях в Москве.
В 1986 году в труппе театра играли Р. Юнусов, И. Алиев, А. Алибалаев, Фарман Абдуллаев, А. Рагимов, Н. Джафаров, С. Самедова, Ханлар Гашымзаде, Ш. Бабаева, М. Амирова и др.
До 1985 года главным режиссёром театра был Гусейнага Атакишиев. В 1985 году режиссёром стал Джахангир Новрузов. Театр гастролировал в Берлине, Софии, Бухаресте, Будапеште, Праге.
В 1990-х годах театр переживал трудные годы, что было связано с финансовыми проблемами.
В 2012 году театр со спектаклем Жана Батиста Мольера «Одураченный муж» принял участие на Театральном фестивале тюркоязычных народов в городе Конья в Турции, где был удостоен двух специальных наград. Каждый год же театр приезжает на гастроли в Баку.

## Здание театра
Нынешнее здание театра начало функционировать в 1973 году как Дворец культуры шелководов. В 1975 году оно было передано в распоряжение коллектива театра. Долгое время в здании театра не проводился капитальный ремонт. В сентябре 2011 года президент Азербайджана Ильхам Алиев подписал распоряжение о развитии Шеки, в соответствии с которым в марте 2012 года начался капитальный ремонт трехэтажного здания. 
Зрительный зал после ремонта стал 299 местным. Для ускорения смены декораций во время спектаклей была установлена вращающаяся сцена, а площадь здания была увеличена с 4000 до 5000 квадратных метров. До ремонта в здании театра располагалось 78 служебных помещений, в настоящее же время их число равно 86. В здании имеются малая сцена для репетиций и гримёрные. Во дворе театра, состоящего из четырёх корпусов, также была проведена работа по благоустройству. В августе 2013 года с капитальным ремонтом здания театра ознакомился сам президент Ильхам Алиев.

## Деятельность
Театр принимает участие в IV Шекинском международном театральном фестивале. 2 декабря 2024 года театром на фестивале был представлен спектакль «Много шума из ничего» по пьесе У. Шекспира.